# Most Przyjaźni Tajsko-Laotańskiej

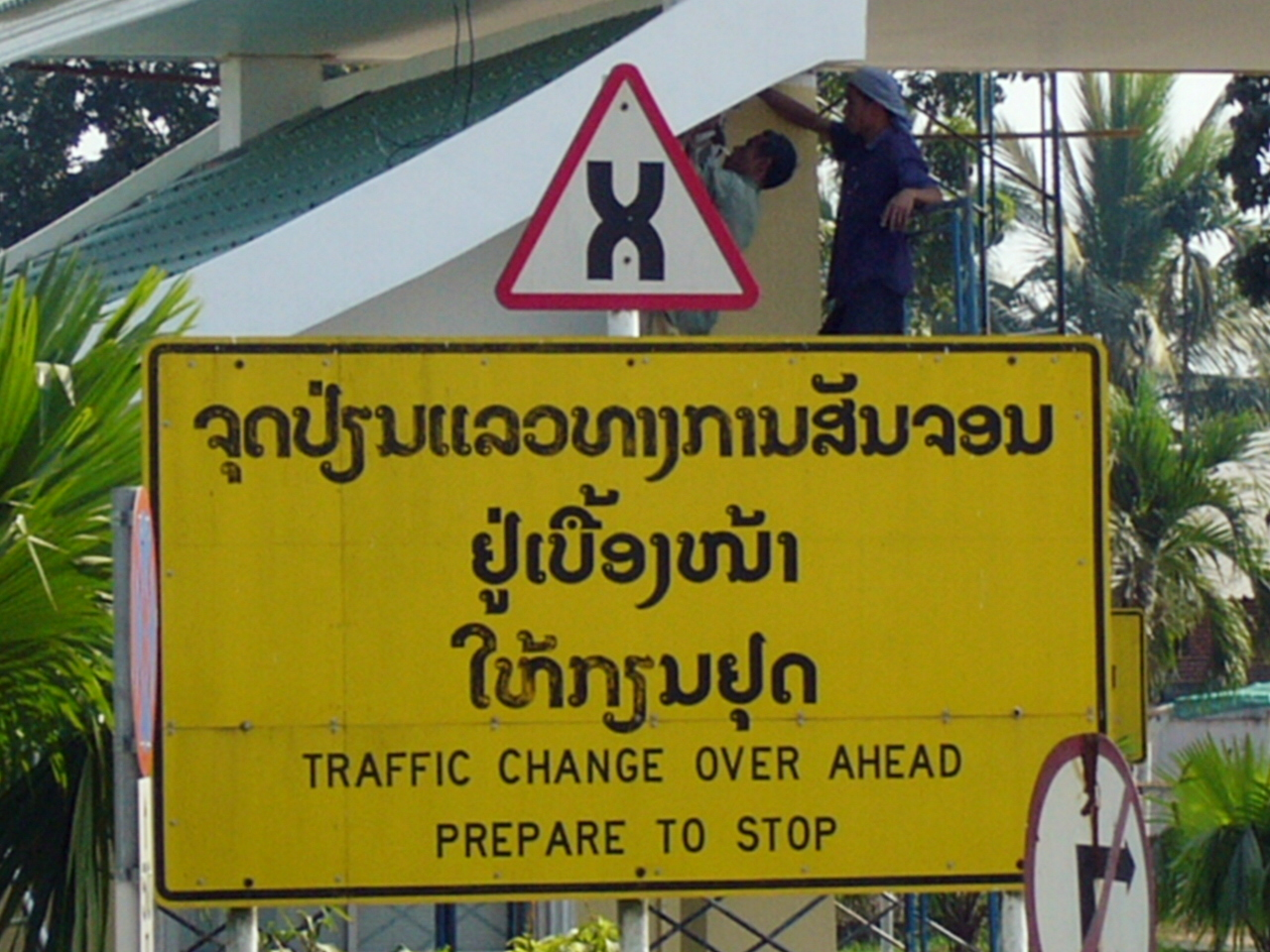
Znak informujący o zmianie ruchu (Tajlandia używa ruchu lewostronnego, Laos prawostronnego)

Most Przyjaźni Tajsko-Laotańskiej (taj. สะพานมิตรภาพไทย-ลาว, laot. ຂົວມິດຕະພາບ ລາວ-ໄທ ແຫ່ງທຳອິດ) – most nad rzeką Mekong na granicy tajsko-laotańskiej, łączący prowincję Nong Khai w Tajlandii z Wientianem, stolicą Laosu. Most otwarty 8 kwietnia 1994 jest pierwszą stałą przeprawą mostową w dolnym biegu Mekongu, a drugą – na całej długości tej rzeki.
Most ma 1170 m długości. Całkowity koszt jego budowy wyniósł około 30 mln dolarów. Pieniądze na jego budowę przekazał w całości rząd australijski jako część programu pomocowego dla Laosu. Most został zbudowany przez australijskie przedsiębiorstwa, co miało być demonstracją możliwości prowadzenia przez Australię dużych projektów infrastrukturalnych w tej części Azji. Wiele organizacji pozarządowych uznało takie połączenie pomocy międzynarodowej z interesami handlowymi za niewłaściwe.
Most posiada dwie szerokie na 3,5 m jezdnie przeznaczone dla ruchu samochodowego oraz 1,5 m ścieżkę dla pieszych. Ponadto pośrodku pozostawiono miejsce na tor kolejowy. W 1994 strona tajska położyła tory z przygranicznej stacji Nong Khai aż do mostu. Dopiero 20 marca 2004 podpisano porozumienie między rządami obu krajów o przedłużeniu linii kolejowej na stronę laotańską do miejscowości Tha Nalaeng, około 3,5 km od mostu. Pierwsze pociągi zaczęły jeździć w lipcu 2007 roku, natomiast regularna komunikacja działa od marca 2009 r. Jest to jedyna działająca na terenie Laosu linia kolejowa. Istnieją plany jej rozbudowy i przedłużenia do Wientianu i dalej do Chin.